# Cosa farò da grande
Cosa farò da grande è un album discografico del cantautore italiano Gino Paoli  pubblicato nel 1986.

## Descrizione
Il brano A Mirandola è dedicato al figlio Niccolò, nato nel 1980 all'Ospedale Santa Maria Bianca di Mirandola.

## Tracce
1. Io ci sarò
2. A Mirandola
3. In quest'autunno
4. Cosa farò da grande
5. Da lontano
6. L'ho scritta mille volte
7. Napoletana
8. Io che non so l'inglese
9. Il mare, il cielo, un uomo
10. Ti lascio una canzone

## Formazione
- Gino Paoli – voce
- Michele Ascolese – chitarra elettrica
- Vito Mercurio – basso
- Adriano Pennino – tastiera, pianoforte
- Dodi Battaglia – chitarra
- Maurizio Pica – chitarra acustica
- Dario Picone – tastiera aggiuntiva
- Rosario Jermano – percussioni
- Vittorio Riva – batteria
- Marco Zurzolo – sax